# Apatura fulvopuncta
Apatura fulvopuncta är en fjärilsart som beskrevs av Le Moult 1947. Apatura fulvopuncta ingår i släktet Apatura och familjen praktfjärilar. Inga underarter finns listade i Catalogue of Life.